# Heavy Metal 2000
Pour les articles homonymes, voir Heavy metal (homonymie).
Pour plus de détails, voir Fiche technique et Distribution.
Heavy Metal - F.A.K.K. 2, ou Métal Hurlant F.A.K.K.2 au Québec, également connu sous son titre original Heavy Metal 2000, est un long-métrage d'animation germano-canadien, réalisé par Michel Lemire et Michael Coldewey et sorti en 2000. Il se présente comme une sorte de « suite » de Métal hurlant, mais possède sa propre cohérence et peut être regardé indépendamment.

## Synopsis
Comme Métal hurlant, Heavy Metal 2000 fonde son intrigue sur le pouvoir d'une lueur verte... mais celle-ci n'est plus douée de conscience, ni franchement mauvaise : il s'agit simplement d'une « clé » qui peut conférer l'immortalité à celui qui s'en sert. Dans le dessin animé, son « propriétaire » est Tyler, un tueur qui s'est déchaîné au contact de la clé et qui massacre tout sur son passage, à commencer par la première planète qu'il croise : Eden. (Presque) seule survivante de cette apocalypse, Julie va le poursuivre à travers les galaxies pour le tuer.
Développé sur un fond de musique hard rock et heavy metal, Heavy Metal 2000 est un dessin animé beaucoup plus dur, noir et violent que le premier Heavy Metal, ce qui le destine exclusivement à un public adulte.

## Fiche technique
- Titre original : Heavy Metal 2000 (titres de travail : Heavy Metal FAKK 2)
- Titre français : Heavy Metal - F.A.K.K. 2 (ou Heavy Metal 2000 en DVD)
- Réalisation : Michel Lemire,  Michael Coldewey
- Scénario : Kevin Eastman, R. Payne Cabeen et Carl Macek d'après les bandes dessinées de Simon Bisley
- Musique : Frédéric Talgorn
- Photographie : Bruno Philip
- Effets spéciaux : Frédéric Côté, Antoine Gagné, Christian Garcia, Christian Faber
- Montage : Brigitte Breault
- Production : Jacques Pettigrew, Michel Lemire
- Sociétés de production : CinéGroupe, Das Werk, Helkon Media AG
- Sociétés de distribution : Eurozoom
- Pays d’origine :  Canada,  Allemagne
- Langue originale : anglais
- Format : couleurs - 35 mm - 1,85:1 - Dolby Digital
- Genre : Animation, science-fiction
- Dates de sortie :
  - France : 19 avril 2000
  - États-Unis : 10 juillet 2000
- Classification  :
  - Canada : interdit aux -16 ans
  - France : interdit aux moins de 16 ans
  - États-Unis : R (restricted)

## Distribution des voix
- Julie Strain (VQ : Anne Bédard) : Julie
- Michael Ironside (VQ : Jean-François Blanchard) : Tyler
- Billy Idol (VQ : Vincent Davy) : Odin
- Pier Paquette (VQ : Antoine Durand) : Germain St-Germain
- Sonja Ball (VQ : Hélène Lasnier) : Kerrie
- Brady Moffatt (VQ : Gilbert Lachance) : Lambert
- Rick Jones (VQ : Hugolin Chevrette) : Zeek
- Arthur Holden : Dr. Schechter
- Alan Fawcett : Jefferson
- Jane Woods : Sysop
- Elizabeth Robertson : Cyber Sex Doll
- Luis de Cespedes : Cyrus
- Terrence Scammell : Chartog
- Vlasta Vrana : vendeur

Source des voix québécoises : www.doublage.qc.ca

Note : Le doublage québécois a été conservé pour la sortie vidéo en France.

## Bande originale
1. F.A.K.K. U — 1:44
2. Silver Future par Monster Magnet — 4:29
3. Missing Time par MDFMK — 4:35
4. Immortally Insane par Pantera — 5:11
5. Inside the Pervert Mound par Zilch — 4:07
6. Dirt Ball par Insane Clown Posse and Twiztid — 5:33
7. Störagéd par System of a Down — 1:17
8. Rough Day par Days of the New — 3:18
9. Psychosexy par Sinisstar — 4:02
10. Infinity par Queens of the Stone Age — 4:40
11. Alcoholocaust par Machine Head — 3:38
12. Green Iron Fist par Full Devil Jacket — 3:51
13. Hit Back par Hate Dept. — 3:52
14. Tirale par Puya — 5:34
15. Dystopia par Apartment 26 — 2:56
16. Buried Alive par Billy Idol — 5:10
17. Wishes par Coal Chamber — 3:06
18. The Dog's a Vapour par Bauhaus — 6:44

## Autour du film
- Le film a inspiré un jeu vidéo : Heavy Metal: FAKK2.